# 新株予約権付社債
新株予約権付社債（しんかぶよやくけんつきしゃさい）は、新株予約権を付した社債（会社法第2条22号）。
普通社債とは異なり、社債部分の他に、その社債を発行した会社の株式を決められた一定価格で買い取る権利が付いている。

## 構成
日本法の「新株予約権」の概念は2000年代に入り商法改正によって導入されたもので、従来の転換社債の転換請求権、ワラント債の新株引受権、ストックオプションをあわせて「新株予約権」として再構成したものである。
ワラント債には社債から分離できる分離型と分離できない非分離型があり、従来はまとめて新株引受権付社債（しんかぶひきうけけんつきしゃさい）と呼ばれていた。
2002年4月1日の改正商法の施行により新株予約権制度創設された。これにより転換社債と非分離型ワラント債は「新株予約権付社債」として一本化された。また、分離型ワラント債については社債と新株予約権の同時発行として構成されたため新株予約権付社債の概念からは除外された。
- 新株予約権付社債
  - 転換社債型新株予約権付社債（旧転換社債）
新株予約権の行使の際に、払込を必要とせず、代わりに社債の全額が償還されるもの。convertible bond（CB）とも言う。詳しくは、転換社債型新株予約権付社債を参照。
  - （狭義の）新株予約権付社債（旧非分離型新株引受権付き株式（非分離型ワラント債））
社債券（クーポン）と新株予約権の分離が出来ないもの。
- 旧分離型新株引受権付き株式（分離型ワラント債）

社債券と新株予約権の分離が可能なものを、以前は分離型新株引受権付き株式といった。現行法では新株予約権付社債の一種ではなく、新株予約権と普通社債の同時発行という形をとる。この種類の債券は、社債部分と新株予約権部分をそれぞれ別途に売買する事ができるが、株価が新株予約権の行使価格を下回った場合、新株予約権部分は無価値となる。

## 特徴
（狭義の）新株予約権付社債は、他の社債に比べて、ハイリスク・ハイリターンである。他の社債は、発行元の会社が破綻しない限りは必ず元本を取り戻せるが、新株予約権付社債では、その一部が「株式を買い取る権利」、つまりオプション料であるため、権利行使価格より株価が下がってしまった等の理由で権利の行使を行わない場合、その分が損失となる。
また、転換社債型新株予約権付社債は、社債と引き換えに株券を手に入れるが、（狭義の）新株予約権付社債は、代金と引き換えにしなければ株式が入手できないため、前者に比べ、より多くの資金を必要とする事もリスクの一因である。逆に言えば、権利行使価格より株価が大幅に上昇し、付与率も高く、多くの資金が手元にあれば、転換社債型新株予約権付社債に比べて大きなリターンをもたらすとも言える。

## 会社法
株式会社が、新株予約権付社債を引き受ける者の募集をする場合、公開会社では、募集事項の決定は、有利発行の場合（238条3項）を除き、取締役会に決議による（240条）。
非公開会社では株主総会の特別決議を要する（248条）（238条1項、2項）（309条2項6号）。

新株予約権付社債の募集は、募集社債の規定は適用されず、新株予約権の発行の手続に準じて行なわれる（248条）。
新株予約権付社債券（292条）。